# بوسیکو
بوسیکو (به ایتالیایی: Bossico) یک کومونه در ایتالیا است که در استان برگامو واقع شده‌است.

## خصوصیات
بوسیکو ۷٫۱ کیلومترمربع مساحت و ۱٬۰۰۷ نفر جمعیت دارد و ۸۶۵ متر بالاتر از سطح دریا واقع شده‌است.

## خواهرخوانده
شهر Meyrié خواهرخواندهٔ بوسیکو هست.